# Бунганич Петро Петрович
Петро Петрович Бунганич (словац. Peter Bunganič 27 грудня 1918, с. Стропків, округ Свидник, Словаччина — 1996(?)) — український мовознавець у Словаччині, доктор філології.

## Життєпис
Закінчив 1939 Карлів (Прага) і 1947 Братиславський університети.
Був завідувачем кафедри української мови й літератури Кошицького університету, працював у різних україністичних комісіях Словацької Академії Наук та Кошицького університету.
Уклав «Slovensko-ukrajinsky slovník» (1985), автор кількох діалектологічних розвідок, переклав українсько мовою ряд творів словацької літератури.